# Munger
Munger é uma cidade e sede de administração do distrito de Munger, no estado indiano de Biar.
O distrito ocupa uma area de 1419 km² e tem uma população de 1.135.499 hab (census de 2001).